# Back Bay
Back Bay é um povoado localizado em New Brunswick, no Canadá.